# Кукольная анимация
Кукольная анимация (мультипликация) — метод объёмной анимации. При создании используются сцена-макет и куклы-актёры. Сцена фотографируется покадрово, после каждого кадра в сцену вносятся минимальные изменения (например, изменяется поза куклы). При воспроизведении полученной последовательности кадров возникает иллюзия движения объектов. Позволяет задействовать самый широкий спектр материалов и техники выполнения декораций, фигур, объектов.

## История
Первый кукольный мультфильм появился в России в 1906 году. Мультипликатором был балетмейстер Мариинского театра Александр Ширяев, создавший ленту, в которой двенадцать фигурок танцуют на фоне неподвижных декораций, изображающих сцену. Фильм снят на 17,5-миллиметровую плёнку. Съёмки длились три месяца, за это время Ширяев протёр ногами дыру в паркете, поскольку постоянно ходил от кинокамеры к декорации и обратно.
Данные фильмы обнаружены в архиве Ширяева киноведом Виктором Бочаровым в 2009 году. Там же найдены ещё несколько кукольных мультфильмов: «Играющие в мяч клоуны», «Художники Пьеро» и любовная драма со счастливым концом «Шутки Арлекина». Современные мультипликаторы не могут разгадать секреты мультипликатора, поскольку куклы Ширяева не просто ходят по земле, но и прыгают и крутятся в воздухе.
До обнаружения фильма Александра Ширяева долгое время родоначальником объёмной мультипликации считался русский кинорежиссёр Владислав Старевич, работавший в этой технике с 1911 года.
Среди наиболее выдающихся ранних мультипликаторов можно выделить Уиллиса О'Брайена, известного своими спецэффектами к блокбастерам «Затерянный мир» (1925) и «Кинг-Конг» (1933), Александра Птушко, который участвовал в создании многих довоенных советских мультфильмов (в том числе знаменитого фильма «Новый Гулливер», сочетавшего в себе мультфильм и живую актёрскую игру), а также Иржи Трнку, Гермину Тырлову и Карела Земана — основоположников чешской школы объёмной мультипликации.
В 1960-е годы в отечественную кукольную мультипликацию пришли новые имена: Роман Качанов, Владимир Дегтярёв, Вадим Курчевский, Николай Серебряков и другие.
Фильм «Варежка» Романа Качанова завоевал ряд престижных призов на зарубежных фестивалях, а также заново открыл зарубежному зрителю русскую школу кукольной мультипликации. Его же фильмы «Чебурашка», «Крокодил Гена» и «Шапокляк» стали признанной классикой мировой мультипликации. На фильмах Качанова художником-кукловодом начинал свою карьеру Юрий Норштейн.
В Чехословакии кукольной мультипликацией занимались Иржи Трнка, Карел Земан и Иржи Барта. Венгр по происхождению Джордж Пал работал в этой области в Великобритании и в США.
В Эстонии киностудия «Таллинфильм» работала только с кукольной мультипликацией до 1971 года. Кукольные фильмы создавали режиссёры Эльберт Туганов, Хейно Парс, Харди Вольмер, Рихо Унт и др.
В Латвии основателем кукольной мультипликации стал в 1960-х годах Арнолдс Буровс, создавший более сорока фильмов. В 1990-х годах традиции его фильмов по-своему продолжила студия «Animacijas Brigade», использовавшая в своих фильмах куклы из пластилина.
В Японии в кукольной мультипликации работал ученик Иржи Трнки и Романа Качанова — Кихатиро Кавамото.
Законченный в 2006 году полнометражный кукольный фильм Кристиан Седжавски «Кровавый чай и красная ниточка» (съёмка продолжалась тринадцать лет) был удостоен многочисленных наград на международных кинофестивалях.

## Некоторые известные кукольные фильмы
- «Новый Гулливер» (1935)
- «Рука» (1965)
- «Варежка» (1967)
- «Крокодил Гена» (1969)
- «38 попугаев» (1976—1991)
- «Дядюшка Ау» (1979)
- «Домовёнок Кузя» (1984—1987)
- «Труп невесты» (2005) ,
- «Коралина в Стране Кошмаров» (2009)
- «Бесподобный мистер Фокс» (2009)
- «Кубо. Легенда о самурае» (2016)
- «Остров собак» (2018)
- «Даже мыши попадают в рай[англ.]» (2021)
- «Три разбойника и лев[норв.]» (2022)
- «Муми-тролли и опасное лето[фин.]» (2008)
- «Муми-тролли и комета[англ.]» (2010)
- «Муми-тролли и зимняя сказка[фин.]» (2017)